# Surangel Whipps Jr.
Surangel Samuel Whipps Jr., né le 9 août 1968 à Baltimore (États-Unis), est un homme d'affaires et homme d'État paluan. Il est président de la république des Palaos depuis le 21 janvier 2021, réélu le 5 novembre 2024.

## Biographie
Né le 9 août 1968 à Baltimore, il est le fils de Surangel S. Whipps (en), qui sera président de la Chambre des délégués des Palaos puis du Sénat. Après une licence de Commerce à l'université Andrews, université de l'Église adventiste du septième jour dans le Michigan, il obtient en 1992 un Master en Administration commerciale à l'université de Californie à Los Angeles (UCLA).
Devenu président et directeur général de l'entreprise Surangel & Sons (imports, supermarchés, construction, tourisme, etc.), il est membre du comité de direction de la chambre de commerce des Palaos. À partir de 1996, il est consul honoraire de la Corée du Sud aux Palaos. Il est élu une première fois sénateur en 2008, et réélu en 2012 - sans étiquette, car il n'existe pas de partis politiques aux Palaos. Il se présente sans succès à l'élection présidentielle de 2016, obtenant 48,7 % des suffrages. Promettant de diversifier l'économie nationale au-delà du secteur du tourisme tandis que le monde est frappé par la pandémie de Covid-19, il remporte l'élection présidentielle de 2020 avec 56,7 % des voix au second tour le 3 novembre. Il entre en fonction le 21 janvier 2021,.
En matière de politique étrangère, il poursuit la politique de ses prédécesseurs de proches relations avec les États-Unis (l'ancienne puissance coloniale, à laquelle les Palaos demeurent liées par traité de libre-association) et avec Taïwan, les Palaos étant l'un des rares États à reconnaître la république de Chine à Taipei et non la république populaire de Chine à Pékin. Il affirme que son pays refusera d'être intimidé par la Chine populaire. Début février 2021, lorsque les dirigeants des États membres du Forum des îles du Pacifique élisent le Polynésien Henry Puna au poste de secrétaire-général alors que les États micronésiens dont les Palaos estiment que le poste doit leur revenir, le nouveau président Whipps annonce le retrait des Palaos du Forum, à compter de fin février. Il accuse les États polynésiens et mélanésiens, ainsi que l'Australie et la Nouvelle-Zélande, de manquer de considération pour les pays de Micronésie.
Fin mars 2021, il rend visite à Taïwan, accompagné de l'ambassadeur américain aux Palaos. L'aviation militaire de la république populaire de Chine répond en menant des incursions dans la zone d'identification de défense aérienne (ADIZ) de Taïwan.
Le 22 mai 2023, les États-Unis représentés par le Secrétaire d'État (ministre des Affaires étrangères) Anthony Blinken signent avec Surangel Whipps Jr., en Papouasie-Nouvelle-Guinée, un renouveau de leur traité de libre association. Celui-ci fait des États-Unis le garant de la défense des Palaos, et donne aux forces militaires américaines un accès exclusif au territoire paluan, en échange d'aides américaines. Le gouvernement américain promet à cette occasion d'investir US$ 7 100 000 000 dans les États associés (Palaos, États fédérés de Micronésie, Îles Marshall) entre 2023 et 2043,. Les Palaos obtiendront US$ 890 000 000, le président Whipps ayant négocié et obtenu plus du double de la somme initialement proposée par les États-Unis.